# アニメExpress〜ギャラクシー・ネットワーク〜
『アニメExpress〜ギャラクシー・ネットワーク〜』（アニメエクスプレス・ギャラクシーネットワーク）は、TBSラジオで1995年4月から1997年9月まで放送されたラジオ番組（アニラジ）。CBCラジオ・MBSラジオにもネットされた。

## 概要
1994年から1995年まで毎日放送を制作局としてTBS系列で放映されたテレビアニメ『マクロス7』のヒロイン、ミレーヌ・ジーナス役で大きな知名度を得た桜井智（のちの櫻井智）がパーソナリティーを務めた番組。近況をオープニングトークで話し、リスナーからの手紙、『マクロス7』のラジオドラマ（番組内ではCDドラマと表現していた）やオリジナルストーリーの『マクロス・ジェネレーション』を放送した。
1995年4月から1996年10月までは、桜井とTBSアナウンサーの向井政生の2人で進行していた。1996年10月以降、向井が報道局へ異動（のちにアナウンサーに戻る）したあとは、一部を除き桜井のみで進行。タイトルも『桜井智のアニメExpress』（または『アニメExpress』）で放送された。
放送中に、櫻井が初主演（明言はしていないが『怪盗セイント・テール』）を番組中に報告したり、『セイント・テール』のミュージカル中の地方の出来事、終了後にアフレコ中の裏話（相手役の岡野浩介の印象や井上喜久子の話）、レモンエンジェル時代の笑って話せるエピソード、バレンタインADEの話など毎回絶頂期の櫻井の明るい話題につつまれていた。ラジオドラマ終了後は後半、アニメ情報コーナーや、私物の気持ちになって本音を話すといったコーナーが中心となった。

## パーソナリティー
- 桜井智
- 向井政生
- 菅原文（コーナーパーソナリティ）
- 長崎萠（コーナーパーソナリティ）

## 放送時間
ネット局は1996年4月から最終回まで。
- TBSラジオ
  - 毎週日曜日25:00 - 25:30（1995年4月 - 9月）
  - 毎週土曜日24:30 - 25:00（1995年10月 - 1997年3月）
  - 毎週土曜日25:00 - 25:30（1997年4月 - 9月）
- CBCラジオ
  - 毎週日曜日22:00 - 22:30
- MBSラジオ
  - 毎週土曜日23:30 - 24:00

| TBSラジオ 日曜25時台前半枠（1995年4月 - 9月）        | TBSラジオ 日曜25時台前半枠（1995年4月 - 9月） | TBSラジオ 日曜25時台前半枠（1995年4月 - 9月）                                       |
| 前番組                                               | 番組名                                        | 次番組                                                                              |
| ---------------------------------------------------- | --------------------------------------------- | ----------------------------------------------------------------------------------- |
| 城島茂のTOKIO CLUB ※日曜25:30に移動                  | アニメExpress〜ギャラクシー・ネットワーク〜   | TV Game Radions ※日曜21:30から移動                                                  |
| TBSラジオ 土曜24時台後半枠（1995年10月 - 1997年3月） |                                               |                                                                                     |
| 独占!ヒロミ倶楽部                                    | アニメExpress〜ギャラクシー・ネットワーク〜   | ヤンマガ伝説キャイ〜ン編集部なんですか （24:00 - 25:00） ※土曜23:30 - 24:30から移動 |
| TBSラジオ 土曜25時台前半枠（1997年4月 - 9月）        |                                               |                                                                                     |
| 林原めぐみのTokyo Boogie Night ※日曜23:00に移動      | アニメExpress〜ギャラクシー・ネットワーク〜   | ゲームウォーカーネットサタデー                                                      |